# Mycaranthes leucotricha
Mycaranthes leucotricha är en orkidéart som först beskrevs av Rudolf Schlechter, och fick sitt nu gällande namn av Stephan Rauschert. Mycaranthes leucotricha ingår i släktet Mycaranthes och familjen orkidéer. Inga underarter finns listade i Catalogue of Life.